# UFC 56
UFC 56: Full Force è stato un evento di arti marziali miste tenuto dalla Ultimate Fighting Championship il 19 novembre 2005 all'MGM Grand Garden Arena di Las Vegas, Stati Uniti.

## Retroscena
L'evento avrebbe dovuto ospitare le gare per la difesa dei rispettivi titoli di campione di Rich Franklin e Matt Hughes, ovvero i due allenatori della seconda stagione del reality show The Ultimate Fighter; Hughes doveva difendere il titolo dei pesi welter contro Karo Parysian, ma quest'ultimo s'infortunò in allenamento e venne sostituito da Joe Riggs, il quale non riuscì a stare nel peso limite e di conseguenza l'incontro venne cambiato in un match qualunque, senza il titolo in palio.

## Risultati

### Card preliminare
- Incontro categoria Pesi Welter:  Nick Thompson contro  Keith Wisniewski

Thompson sconfisse Wisniewski per decisione unanime.
- Incontro categoria Pesi Welter:  Thiago Alves contro  Ansar Chalangov

Alves sconfisse Chalangov per KO Tecnico (colpi) a 2:22 del primo round.
- Incontro categoria Pesi Mediomassimi:  Sam Hoger contro  Jeff Newton

Hoger sconfisse Newton per sottomissione (strangolamento da dietro) a 2:00 del secondo round.

### Card principale
- Incontro categoria Pesi Medi:  Jeremy Horn contro  Trevor Prangley

Horn sconfisse Prangley per decisione unanime.
- Incontro categoria Pesi Welter:  Georges St-Pierre contro  Sean Sherk

St-Pierre sconfisse Sherk per KO Tecnico (colpi) a 2:51 del secondo round.
- Incontro categoria Pesi Massimi:  Gabriel Gonzaga contro  Kevin Jordan

Gonzaga sconfisse Jordan per KO (superman punch) a 4:37 del terzo round.
- Incontro categoria Pesi Welter:  Matt Hughes contro  Joe Riggs

Hughes sconfisse Riggs per sottomissione (kimura) a 3:28 del primo round.
- Incontro per il titolo dei Pesi Medi:  Rich Franklin (c) contro  Nate Quarry

Franklin sconfisse Quarry per KO (pugno) a 2:32 del primo round e mantenne il titolo dei pesi medi.